# QX Gaygalan 2011
QX Gaygalan 2011 var den 13:e QX Gaygalan och hölls på Cirkus i Stockholm den 14 februari 2011 med Carina Berg som konferencier. QX Gaygalan TV-sändes den 19 februari i TV4. Priset "Årets Homo" delades ut av Björn Ulvaeus och gick till fotografen Elisabeth Ohlson Wallin.

## Vinnare
| Årets homo/bi/trans                             | Årets hetero                             |
| ----------------------------------------------- | ---------------------------------------- |
| - Elisabeth Ohlson Wallin                       | - Birgitta Ohlsson                       |
| QX Hederspris                                   |                                          |
| - Joel Burns (amerikansk politiker)             |                                          |
| Årets keep up the good work                     | Årets bok:                               |
| - Markus Gisslén (Bee Bar i Göteborg)           | - Mian Lodalen – Tiger                   |
| Årets drag                                      | Årets gayställe                          |
| - Dark Ladies                                   | - Mommas, Stockholm                      |
| Årets svenska låt                               | Årets utländska låt                      |
| - Dancing On My Own - Robyn                     | - Telephone - Lady Gaga & Beyonce        |
| Årets artist                                    | Årets tv-stjärna                         |
| - Robyn                                         | - Maria Montazami                        |
| Årets film                                      | Årets tv-program                         |
| - Fyra år till                                  | - Så mycket bättre                       |
| Årets scen                                      | Årets duo                                |
| - Mia Skäringer - Dyngkåt & hur helig som helst | - Kronprinsessan Victoria & Prins Daniel |
| Årets vi-älskar-dig                             | Årets Göteborgspris                      |
| - Maria Montazami                               | - HBTQ-Festivalen                        |
| Årets Öresundspris                              |                                          |
| - Wonk, Malmö (nattklubb)                       |                                          |